# Giuseppe Bezzuoli
Giuseppe Bezzuoli (né à Florence en 1784 – mort en 1855 dans la même ville) est un peintre italien de portraits et de fresques historiques.

## Biographie
Giuseppe Bezzuoli réalise de nombreuses fresques dans les villas et palais de Florence et également des tableaux d'inspiration historique comme L'Entrée de Charles VIII à Florence en 1825-1829 et des portraits comme La Grande-Duchesse Maria Antonia en 1836 à la Galerie d'art moderne au palais Pitti de Florence.
Il est professeur d'art à l'Académie du dessin de Florence de 1844 à 1855 succédant à son maître Pietro Benvenuti. Plusieurs de ses élèves sont célèbres comme Carlo Ademollo, Stefano Bardini, Giovanni Fattori ou Silvestro Lega.
Une villa à Fiesole porte le nom de la famille Bezzuoli.

## Œuvre
- Elisa Baciocchi avec sa fille (vers 1814), huile sur toile, 88 × 71 cm, Galerie d’Art Moderne, Palais Pitti, Florence
- Portrait de Giuseppe Martelli  (1815-1818), huile sur toile, 72 × 58 cm, Galerie d'art moderne, Palais Pitti, Florence[1]
- Portrait de femme (1821), huile sur toile, 98 × 77 cm, Musée de l'histoire de la chasse, Florence[2]
- Saint Rémy baptise le roi Clovis (1823), retable d'autel, église San Remigio, Florence[3]
- L'Entrée de Charles VIII à Florence, à la porte San Frediano le 17 novembre 1494 (1829), huile sur toile, 390 × 596 cm, Galerie d'art moderne, Palais Pitti, Florence[4]
- Portrait d'un gentilhomme  (1834), Collection privée, Vente 2013[5]
- La Grande-duchesse Marie Antonia (1836), femme de Léopold II, huile sur toile, 191 × 146 cm, Galerie d'art moderne, Palais Pitti, Florence
- César dictateur perpétuel  (1836), série de scènes de la vie de César, rez-de-chaussée du palais Pitti
- Portrait de Léopold II de Habsbourg-Lorraine, grand-duc de Toscane (1797-1870), en chevalier de Saint-Étienne (vers 1840), Palazzo della Carovana, Pise
- L'Expulsion d'Agar (1844), Musée des Offices, Florence[6]
- Saint Zénobe (1847), Villa Medicea di Castello
- Marie-Antoinette de Bourbon-Siciles (1847), Palais Pitti, Florence
- Maria Assunta (1849), Abbaye de Monte Senario
- Julius Jacob von Haynau menant ses troupes au combat (1853), Musée d'histoire militaire de Vienne

Dates non documentées
- Galilée (1564-1642) exécute l'expérience de la chute des corps à Pise, fresque pour la chaire de Galilée, Musée d'histoire naturelle de l'Université de Florence (section de zoologie, La Specola)
- Portrait de Gianfilippo Saladini jeune homme
- Portrait du notaire Saladini
- Femme en prière
- Cimbro pleurant sur la tombe de Pompée
- David et Saul
- Frère Bernardo da Foiano
- Hercule et Déjanire
- Alexandre dans l'étude d'Apelles
- La princesse Mathilde-Læticia Bonaparte (1820-1904), fille du roi Jérôme Bonaparte
- Le roi Jérôme Bonaparte (1784-1860), âgé
- Portrait de Jérôme Bonaparte en costume d'officier de marine sur le pont d'un vaisseau

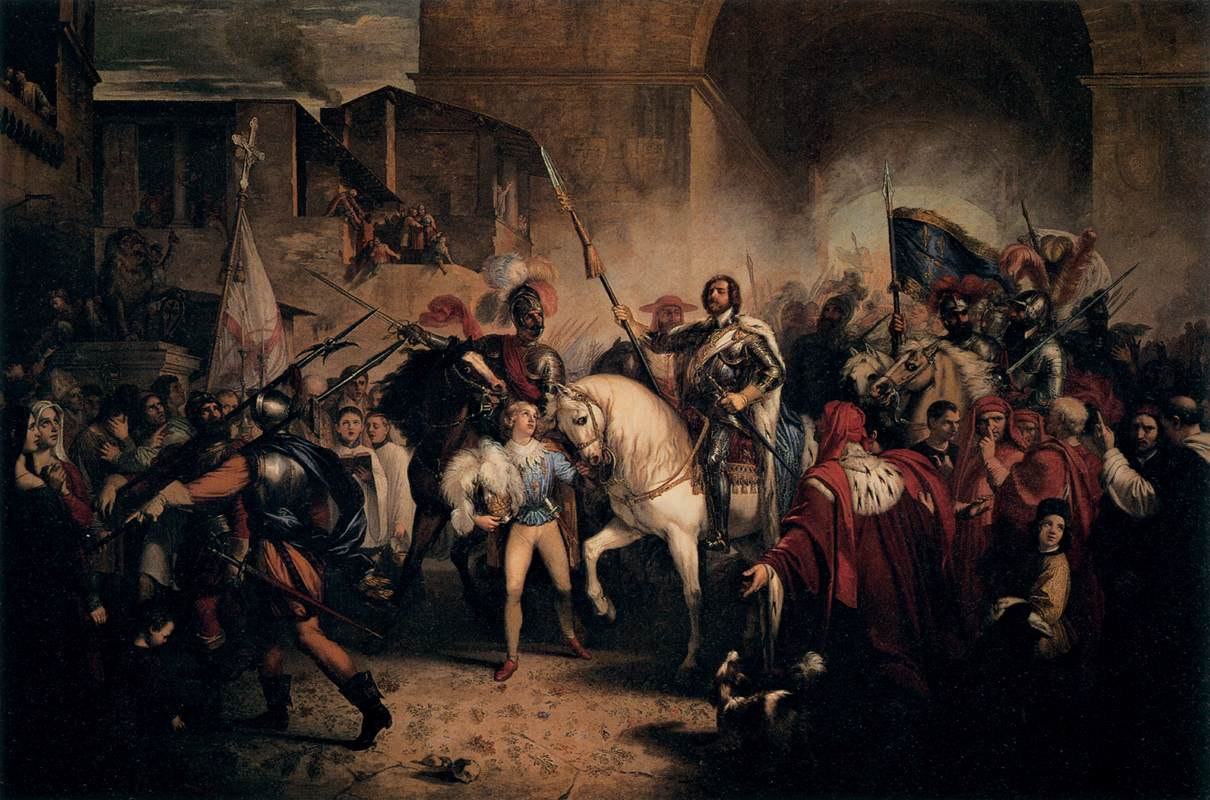
Entrée de Charles VIII de France à Florence (1829) Palais Pitti, Florence
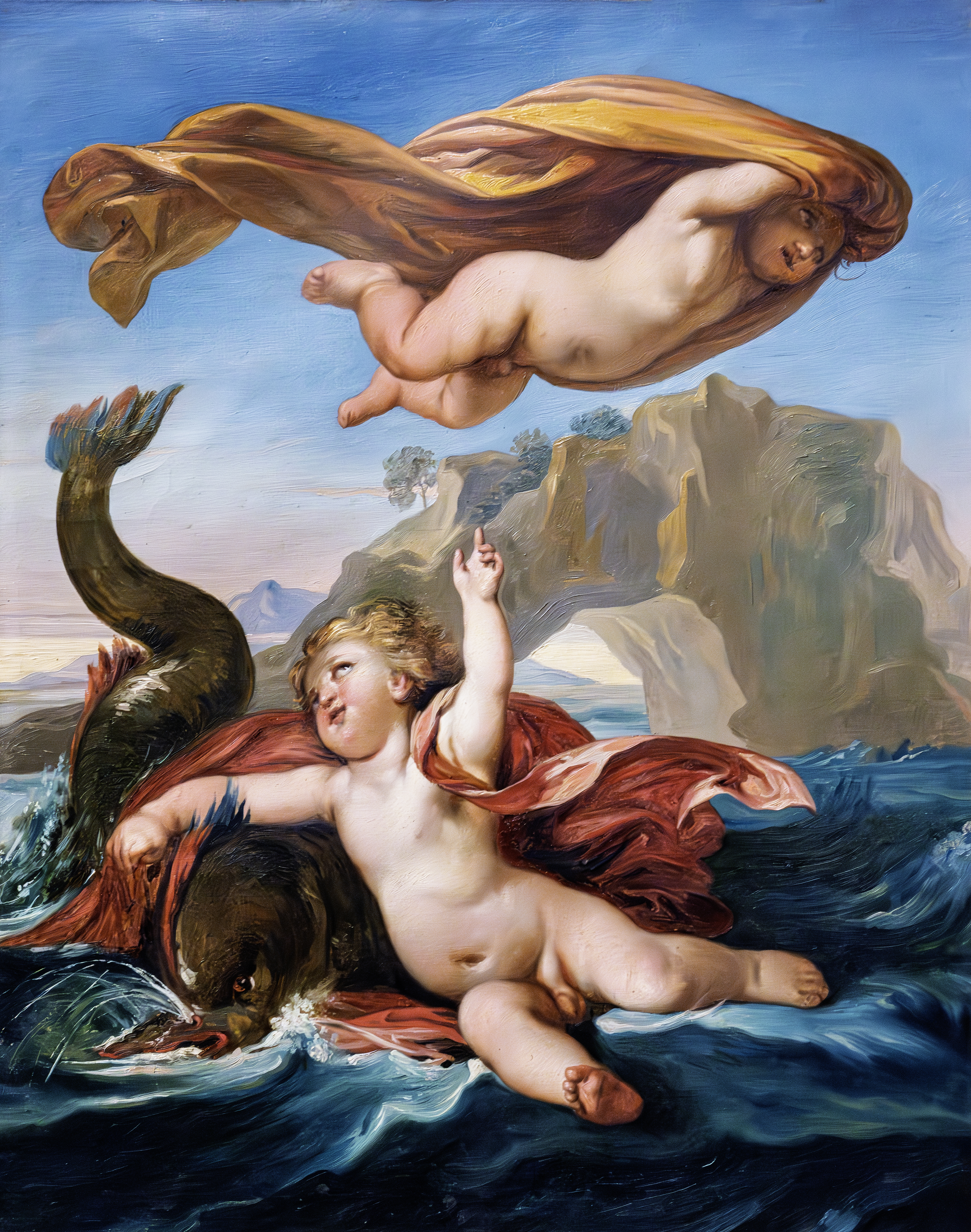
Deux putti avec un dauphin (1830) Pinacothèque Egidio-Martini
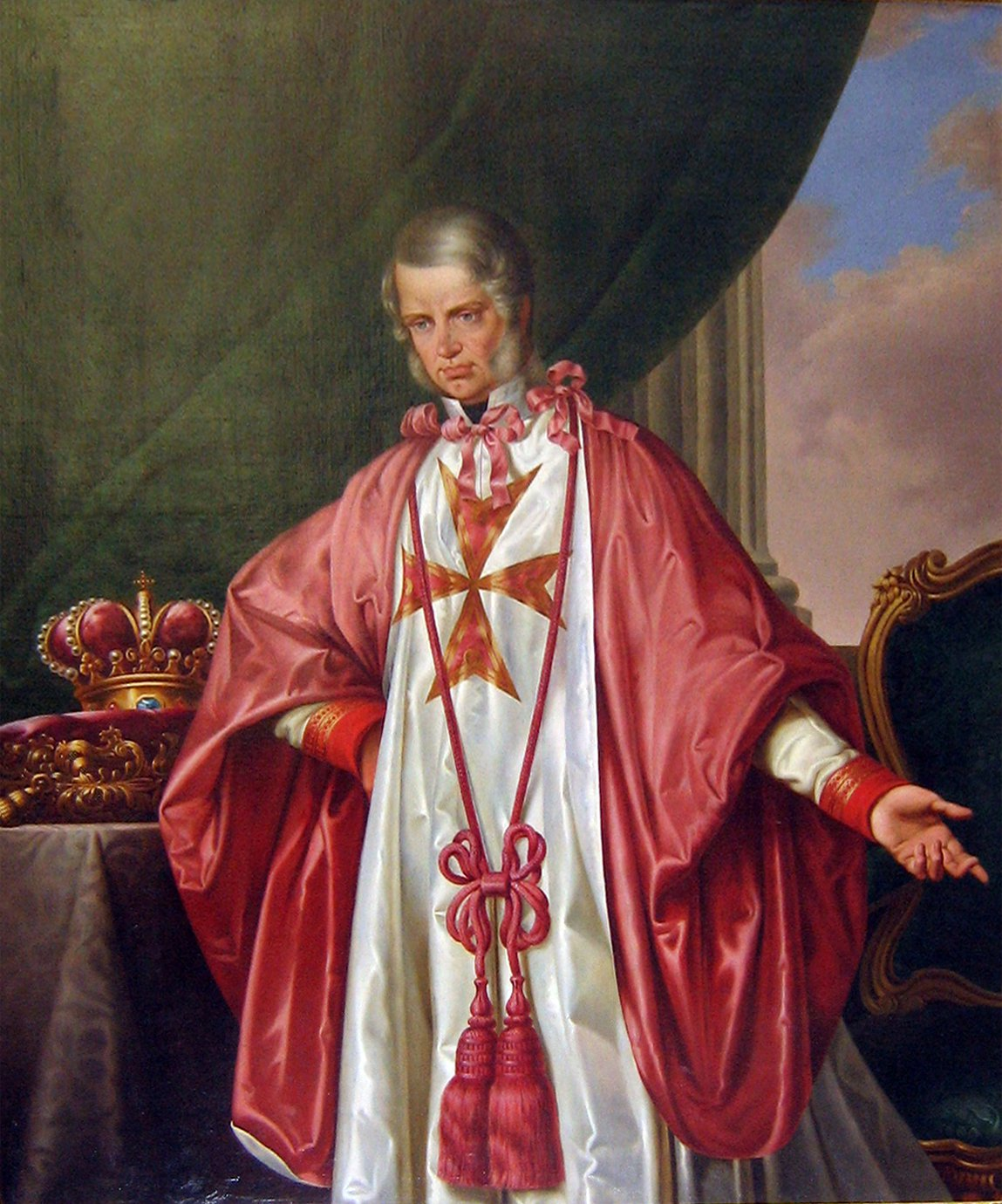
Léopold II en chevalier de Saint-Étienne (vers 1840) Palazzo della Carovana
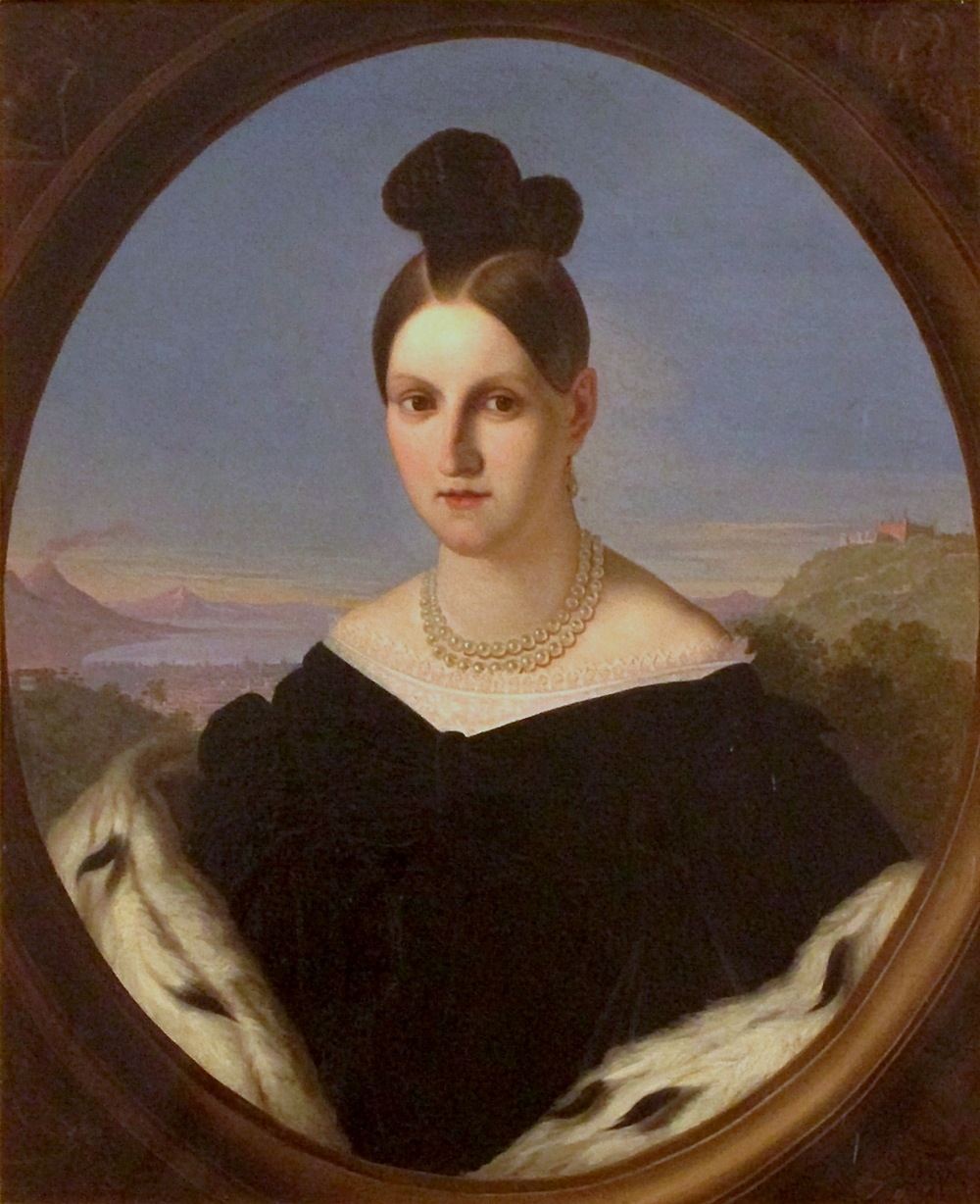
Marie-Antoinette de Bourbon-Siciles (1847) Palais Pitti, Florence
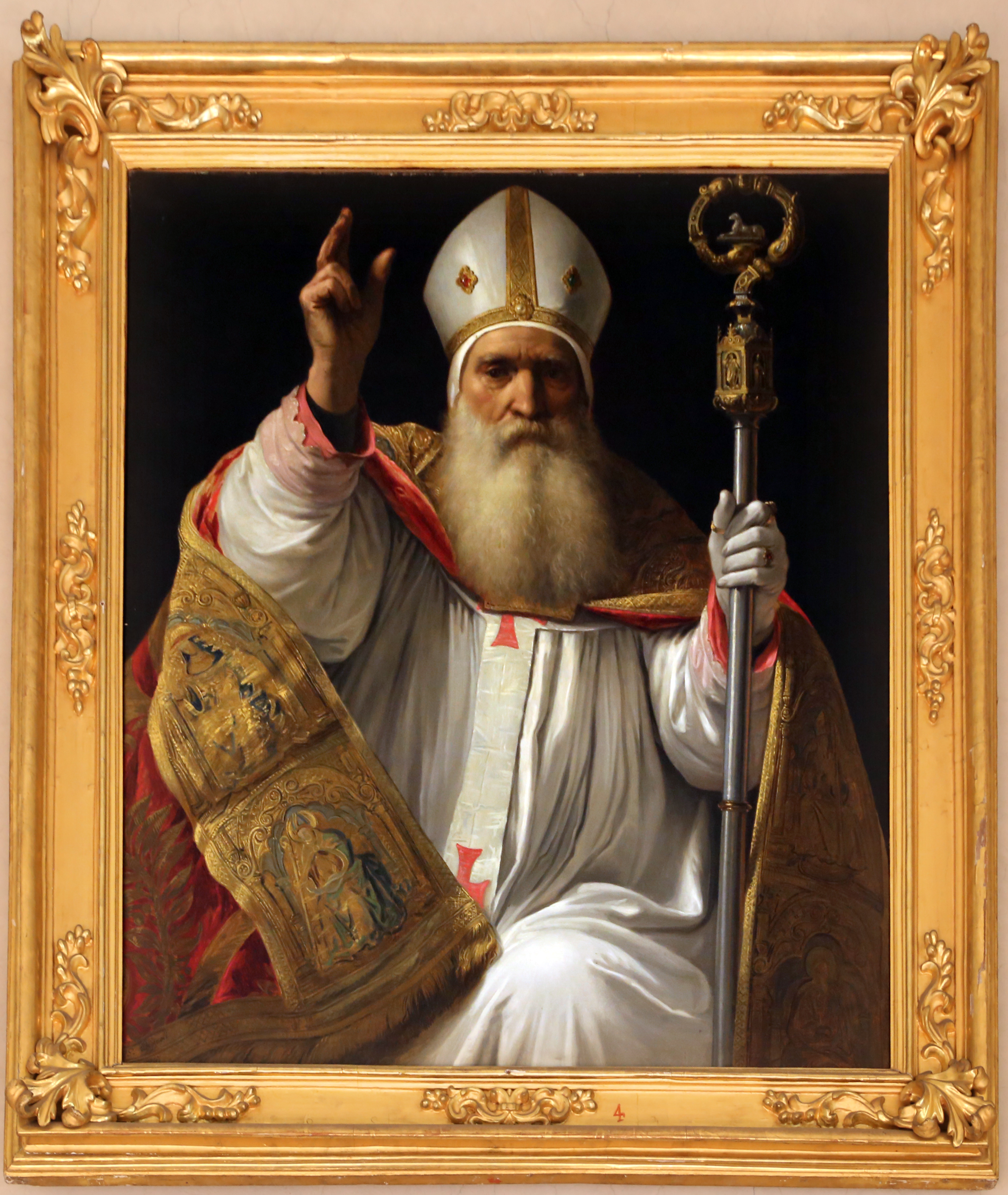
Saint Zénobe (1847) Villa Medicea di Castello
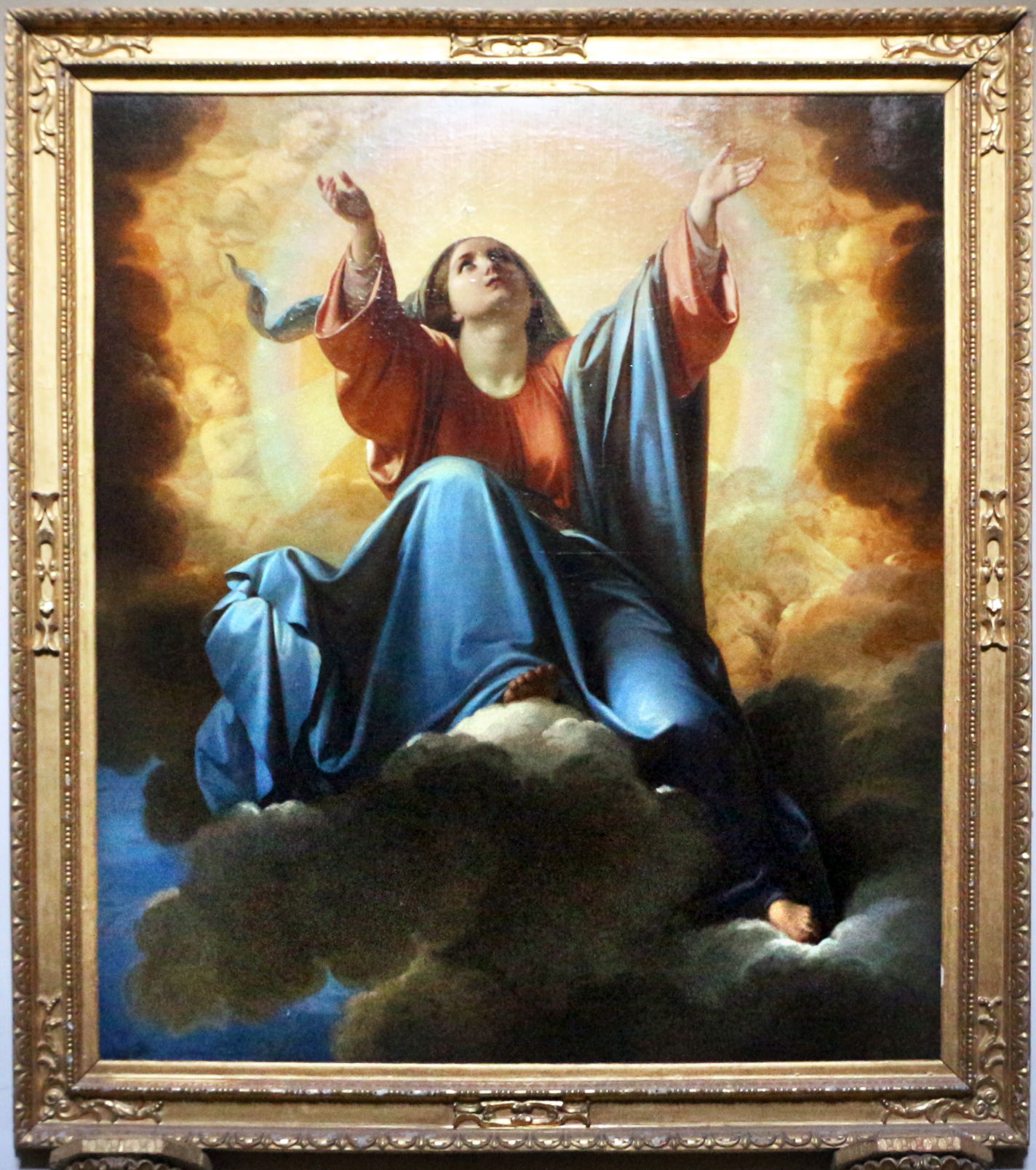
Maria Assunta (1849) Abbaye de Monte Senario
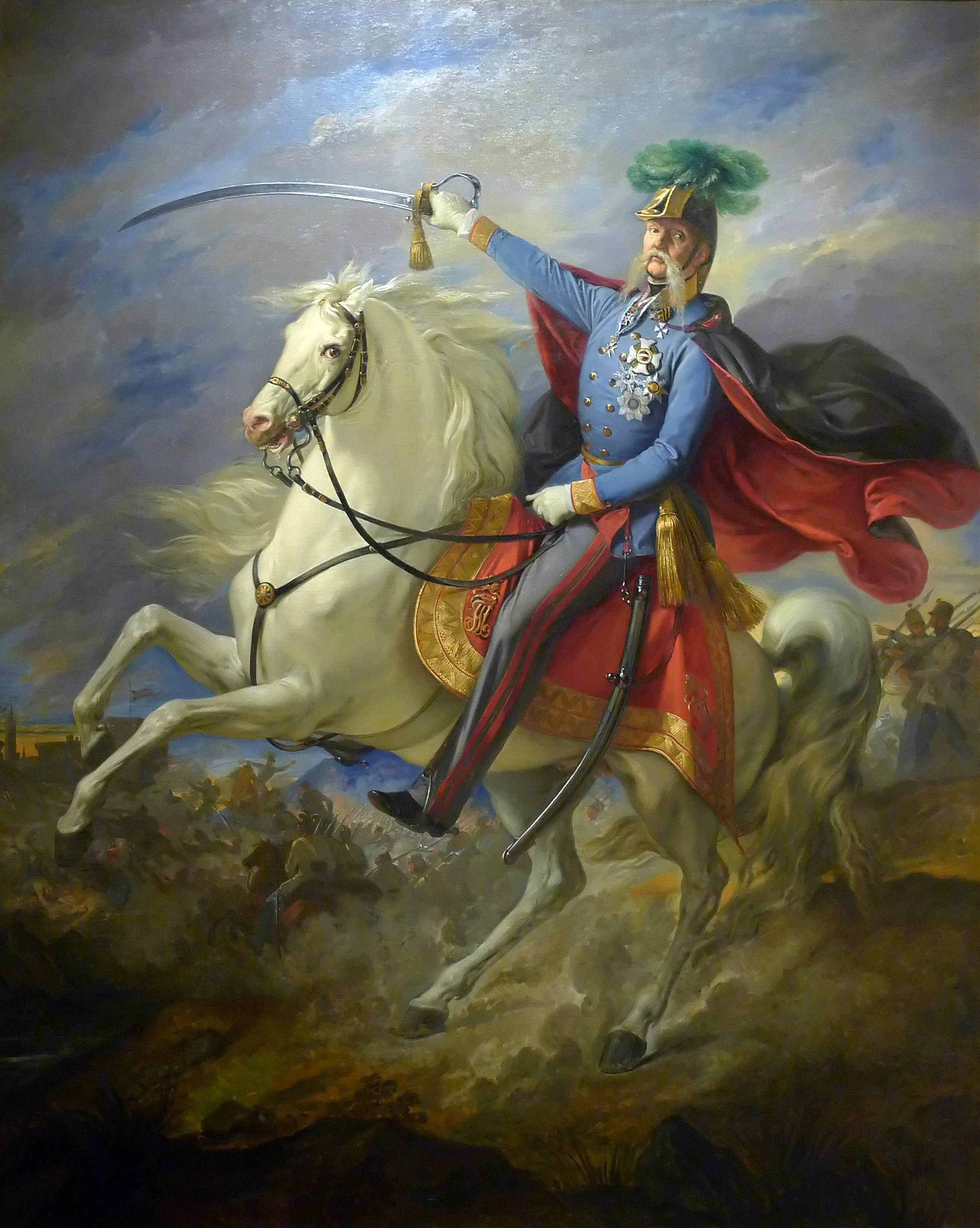
Julius von Haynau (1853) Musée d'histoire militaire de Vienne
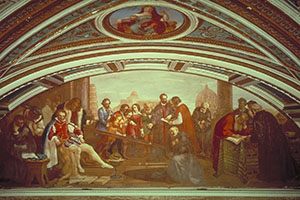
Galilée démontre la loi de la gravité Musée d'histoire naturelle de l'Université de Florence

Dessins
- Comte Ugolino (vers 1810), encre sur papier, 17 × 18 cm, Collection privée[8]